# Lluïsa de Savoia
Lluïsa de Savoia, (en francès Louise de Savoie), (Pont-d'Ain (França); 11 de setembre de 1476 - Grez-sur-Loing (França); 22 de setembre de 1531), regent de França i mare de Francesc I de França.
Era la filla major de Felip II de Savoia (anomenat sense Terra) (1438-1497), i de la seua primera esposa, Margarita de Borbó, (1438-1483). Va succeir al seu pare com a princesa de la casa ducal de Savoia.
Es va casar el 1490, a l'edat de 15 anys, amb Carles de Valois (1459-1496), comte d'Angulema.
Va tenir dos fills:
- Margarida d'Angulema (1492-1549), casada amb Enric II d'Albret, rei de Navarra, mare de Joana III de Navarra i àvia del rei Enric IV de França.

- Francesc I (1494-1547), rei de França de 1515 fins a la seua mort.

Lluïsa tenia un agut coneixement de les complexitats polítiques i diplomàtiques, a més d'un gran interès pels avenços en arts i ciències del renaixement italià, ajudada pel seu confessor Cristoforo Numai de Forlì (Itàlia). Es va dedicar plenament a l'educació dels seus fills, assegurant-se que reberen una acurada educació en les tendències renaixentistes. Després d'enviduar als 19 anys, els va assegurar hàbilment un futur prometedor traslladant-se amb ells a la cort de Lluís XII, cosí del seu marit. Francesc es va convertir en el favorit del rei, qui el 8 de maig del 1514, li va concedir en matrimoni a la seua filla, Clàudia de França. Gràcies a aquest enllaç, Francesc es convertiria en hereu al tron de França.
Va ser duquessa d'Angulema, duquessa d'Anjou i comtessa de Maine, títols concedits quan el seu fill va ascendir al tron de França el 1515.
Per dues vegades va haver d'exercir com a regent de França durant les campanyes del seu fill el 1515 i, novament, el 1525-1526, representant un important paper després de la captura del rei en la batalla de Pavia. Va organitzar la continuïtat de l'Estat i la contra-ofensiva contra Carles V.
Més tard va tenir ocasió de negociar, en nom del seu fill, amb Margarida d'Àustria, tia de Carles V i governadora dels Països Baixos, la Pau de Cambrai dita també la pau de les Dames, signada el 5 d'agost del 1529, que no va ser més que una treva en l'enfrontament (1521-1546) entre Francesc I, dirigent de la Dinastia Valois i Carles V, dirigent de la Dinastia Habsburg. Aquest tractat, va confirmar temporalment l'hegemonia Habsburg a Itàlia.